# Акционерно дружество
 Тази статия е за общото понятие.  За специфичната уредба в България вижте Акционерно дружество (България).  
Акционерно дружество (АД) е една от разновидностите на стопанското сдружаване. Това е предприятие, чийто капитал е образуван от вноските на съдружници, срещу които те получават акции. То се признава за търговско дружество, чийто уставен капитал е разделен на определен брой акции, удостоверяващи договорните права на членовете на дружеството (акционери) по отношение на дружеството.
Членовете на дружеството (акционери) не носят отговорност за задълженията си и носят риска от загуби, свързани с дейността на дружеството, в рамките на стойността на акциите си.